# Erich Sichting
Erich Sichting (* 13. März 1896 in Magdeburg; † 6. September 1946 in Magdeburg) war KPD-Politiker und Sportfunktionär.

## Leben
Sichting gehörte seit 1911 dem Arbeiter-Turn-Bund (ATB) an und gehörte hier zu linken Strömung des 1919 in Arbeiter-Turn- und Sportbund (ATSB) umbenannten Verbandes. Nach seiner Rückkehr vom Militärdienst nach dem Ersten Weltkrieg, wurde Sichting politischer Leiter der Kampfgemeinschaft für Rote Sporteinheit. Diese stand der KPD nahe und gehörte zur Roten Sport-Internationalen (RSI). Sichting wurde Mitglied der KPD.
Nach der Machtübernahme der NSDAP 1933 engagierte Sichting sich in der Illegalität und hielt Verbindung zur Widerstandsgruppe Müller-Kühne, die die illegalen Zeitungen Tribüne und Gegenangriff druckte. 1936 wurde er verhaftet und wegen Vorbereitung zum Hochverrat zu fünf Jahren Zuchthaus verurteilt. Er wurde im KZ Sachsenhausen interniert.
Im Mai 1945 kehrte Sichting nach Magdeburg zurück. Zusammen mit dem SPD-Mitglied Hermann Milius und dem parteilosen Rudi Fritz begründete er im August 1945 das städtische Sportamt Magdeburgs, welches er bis Februar 1946 leitete. Er wurde nach der Zwangsvereinigung von SPD und KPD Sekretär beim Bezirksvorstand der SED.
Am späten Abend des 6. September 1946 wurde Sichting von einem russischen Wachposten erschossen.